# Watertoren (Turnhout Warandestraat)
De watertoren aan de Warandestraat in Turnhout werd in 1904 gebouwd door de Compagnie Générale des Conduits d'eau uit Luik.

## Geschiedenis
Nadat rond de eeuwwisseling ten noorden van de stad grondwater werd geconstateerd, leidde verder onderzoek door E. Putzeys, hoofdingenieur van Brussel, tot plannen voor de aanleg van waterwinning, een pompstation, aanvoerleiding en de watertoren. Na toewijzing van het bouwproject aan de Compagnie Générale des Conduits d'eau werd de bouw snel daarna in gang gezet. In 1904 werd de watertoren (naar een ontwerp van stadsbouwmeester H. Vandenplas) voltooid en op 19 juni 1904 werd de toren ingehuldigd door prins Albert en prinses Elisabeth.

## Beschrijving
De schacht en de kuip (460 m³) zijn van een nagenoeg gelijke doorsnede. De ronde kuip bevindt zich onder een dakconstructie met radiaal gerichte ijzeren profielen. Het dak is afgewerkt met zinken platen op een houten bebording en omvat een dakkoepeltje op bakstenen. De plint onderaan de schacht is afgewerkt in breuksteen en arduin. Het geheel steunt op ijzeren consoles en wordt bekroond door een glazen fries met ijzeren verdeling en een polygonale kroonlijst. Tussen de kuip en de buitenmuur bevindt zich een loopgang. Deuromlijstingen, hoekblokken, dorpels, lateien en gevelstenen zijn afgewerkt in arduin. In de basis bevinden zich rondboogvormige muuropeningen, de overige vensters zijn rechthoekig. Ingemetseld in de schacht bevindt zich het wapenschild van Turnhout, gebeeldhouwd door Napoleon Daems. Centraal in de toren bevinden zich drie verticale gietijzeren aan- en afvoerbuizen. Een ijzeren wenteltrap leidt naar de loopgang.
De watertoren werd in 1992/1993 gerestaureerd en is sinds 1987 een beschermd monument
Abdij van Tongerlo ·
Abdij van Westmalle ·
Antwerpen (Cuperusstraat) ·
Antwerpen (Draakplaats) ·
Antwerpen (Halenstraat) ·
Antwerpen (Noordelaan) ·
Antwerpen (Simonstraat) ·
Antwerpen (Steenovenstraat) ·
Antwerpen (Vosseschijnstraat) ·
Antwerpen (Wilmarsdonksteenweg) ·
Balen (Gerheide) ·
Balen (Zinkstraat) ·
Beerse (Boudewijnstraat) ·
Beerse ·
Berendrecht ·
Bonheiden ·
Boom (Jan Frans Willemstraat) ·
Boom (Nachtegaalstraat) ·
Bornem ·
Borsbeek ·
Brasschaat (Aerdelei) ·
Brasschaat (Alfredlei) ·
Brasschaat (Brechtse Baan) ·
Brasschaat (Kapellei) ·
Brasschaat (Laarsebeekdreef) ·
Brasschaat (Parklei) ·
Broechem ·
Dessel (Europalaan) ·
Dessel (Turnhoutsebaan) ·
Duffel (Leopoldstraat) ·
Duffel (Rechtstraat) ·
Duffel (Stockletlaan) ·
Essen ·
Geel ·
Gooreind ·
Grobbendonk (Hofeinde) ·
Grobbendonk (militair domein) ·
Heist-op-den-Berg (Kerkhofstraat) ·
Heist-op-den-Berg (Bredestraat) ·
Hemiksem (Brouwerijstraat) ·
Hemiksem (Scheldeboord) ·
Herentals ·
Herselt ·
Kalmthout ·
Kalmthout ·
Kasterlee ·
Leest ·
Lichtaart ·
Lier (Bollaarstraat) ·
Lier (Eeuwfeestlaan) ·
Lint ·
Mechelen (Generaal De Wittelaan) ·
Mechelen (Halsveststraat) ·
Mechelen (Hombeeksesteenweg) ·
Mechelen (Juniorslaan) ·
Mechelen (Molstraat) ·
Meer ·
Meerhout ·
Merksem ·
Merksplas ·
Mol (Boeretang) ·
Mol (Bossestraat) ·
Mol (Colburnlei) ·
Mol (E. Beckaertlaan) ·
Mol (Lichtstraat) ·
Mol (Pompstraat) ·
Mortsel ·
Muizen (Karolingenstraat) ·
Muizen (Leuvensesteenweg) ·
Niel ·
Nijlen ·
Noorderwijk ·
Oevel ·
Olen (Kasteelstraat) ·
Olen (Oevelseweg) ·
Olen (Voortkapelseweg) ·
Oostmalle (SNCV-depot) ·
Oostmalle (Turnhoutsebaan) ·
Oud-Turnhout ·
Putte ·
Puurs ·
Ranst ·
Ravels (Kanaaldijk) ·
Ravels (Moleneinde) ·
Reet (Pierstraat) ·
Reet (Rumstsestraat) ·
Rijkevorsel ·
Rijmenam ·
Rumst ·
Schelle (Amperestraat) ·
Schelle (Tolhuistraat) ·
Schelle (Wuststraat) ·
Schilde ·
Schoten ·
Schriek ·
Sint-Amands ·
Sint-Job-in-'t-Goor (Kleinvraagstraat) ·
Sint-Job-in-'t-Goor (Watertorenstraat) ·
Sint-Katelijne-Waver ·
Tielen ·
Turnhout (Hofstraat) ·
Turnhout (Warandestraat) ·
Veerle ·
Weelde ·
Westerlo ·
Westmalle ·
Wijnegem ·
Willebroek (Appeldonkstraat) ·
Willebroek (Kapitein Trippestraat) ·
Willebroek (Vaartdijk) ·
Wommelgem ·
Wuustwezel ·
Mechelen (Kruisbaan)